# Питер, Лоуренс Джонстон
Лоуренс (Лоренс) Джонстон Питер (англ. Dr. Laurence Johnston Peter; 16 сентября 1919 — 12 января 1990) — канадский педагог. Изучал иерархическую организацию, известен благодаря сформулированному им принципу Питера.

## Биография
Питер родился в Ванкувере (Британская Колумбия) и в 1941 году начал свою преподавательскую карьеру. В 1963 году в Вашингтонском государственном университете (англ. Washington State University) стал доктором педагогических наук (англ. Doctor of Education).
В 1964 году Питер перебрался в Калифорнию, где стал доцентом педагогики (англ. Associate Professor of Education), директором Центра нормативного преподавания им. Эвелин Фриден (англ. Evelyn Frieden Centre for Prescriptive Teaching) и координатором программы для психически неуравновешенных детей в Университете Южной Калифорнии.
Он стал широко известен в 1968 году после опубликования принципа Питера, который утверждает, что «в иерархической системе работник стремится достичь уровня своей некомпетентности <…> также существует тенденция, что каждое рабочее место будет занято работником, который не будет способен выполнять надлежащие обязательства <…> Работа выполняется теми, кто ещё не достиг своего уровня некомпетентности». Принцип Питера стал одним из основных принципов менеджмента, открытых в стенах Университета Южной Калифорнии. Принцип принят Школой бизнеса Маршалла Университета Южной Калифорнии (англ. USC Marshall School of Business).
Известно и другое изречение: «Лучший из догов — хот-дог; он кормит руку, которая его кусает».
С 1985 года до момента смерти в 1990 году доктор Питер занимался менеджментом проекта «Гонки подвижных скульптур» (англ. Kinetic Sculpture Race) в Калифорнии. Он предложил премию «Золотой динозавр» (англ. The Golden Dinosaur Award) за гонку, которая ежегодно вручалась с того момента, когда одна из «скульптур» сломалась прямо на старте.

## Работы
- «The Peter Pyramid or will we ever get the point?» (1986, рус. «пирамида Питера»)
- «Why things go wrong»
- «Peter’s Almanac»
- «Peter’s People»
- «Peter’s Quotations» (ранее под названанием «5000 Gems of Wit & Wisdom», оригинальное название — «Quotations for Our Time»)
- «The Peter Plan»
- «Individual Instruction»
- «Classroom Instruction»
- «Therapeutic Instruction»
- «Teacher Education»
- «The Peter Prescription»
- «The Peter Principle» совместно с Реймондом Халлом (англ. Raymond Hull) (1968)
- «The Laughter Prescription» (1982)
- «Prescriptive Teaching»